# Tú alfagra land mítt
Mítt alfagra land, também chamado de "Tú alfagra land mítt" é o hino das Ilhas Feroé. A letra é de Símun av Skarði (1872-1942) e a música é de Peter Alberg (1885-1940).

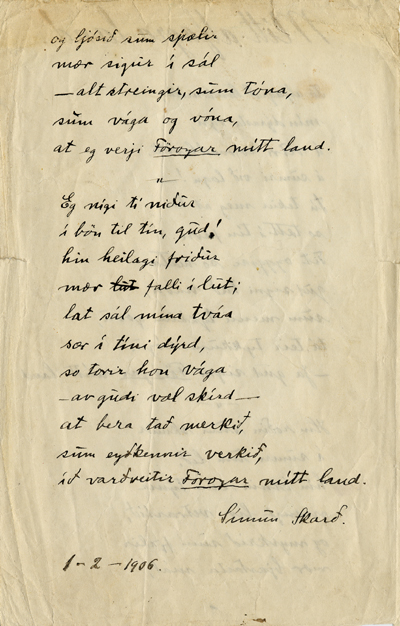
Segunda página do manuscrito original.